# Bylandtstraße 22 (Mönchengladbach)

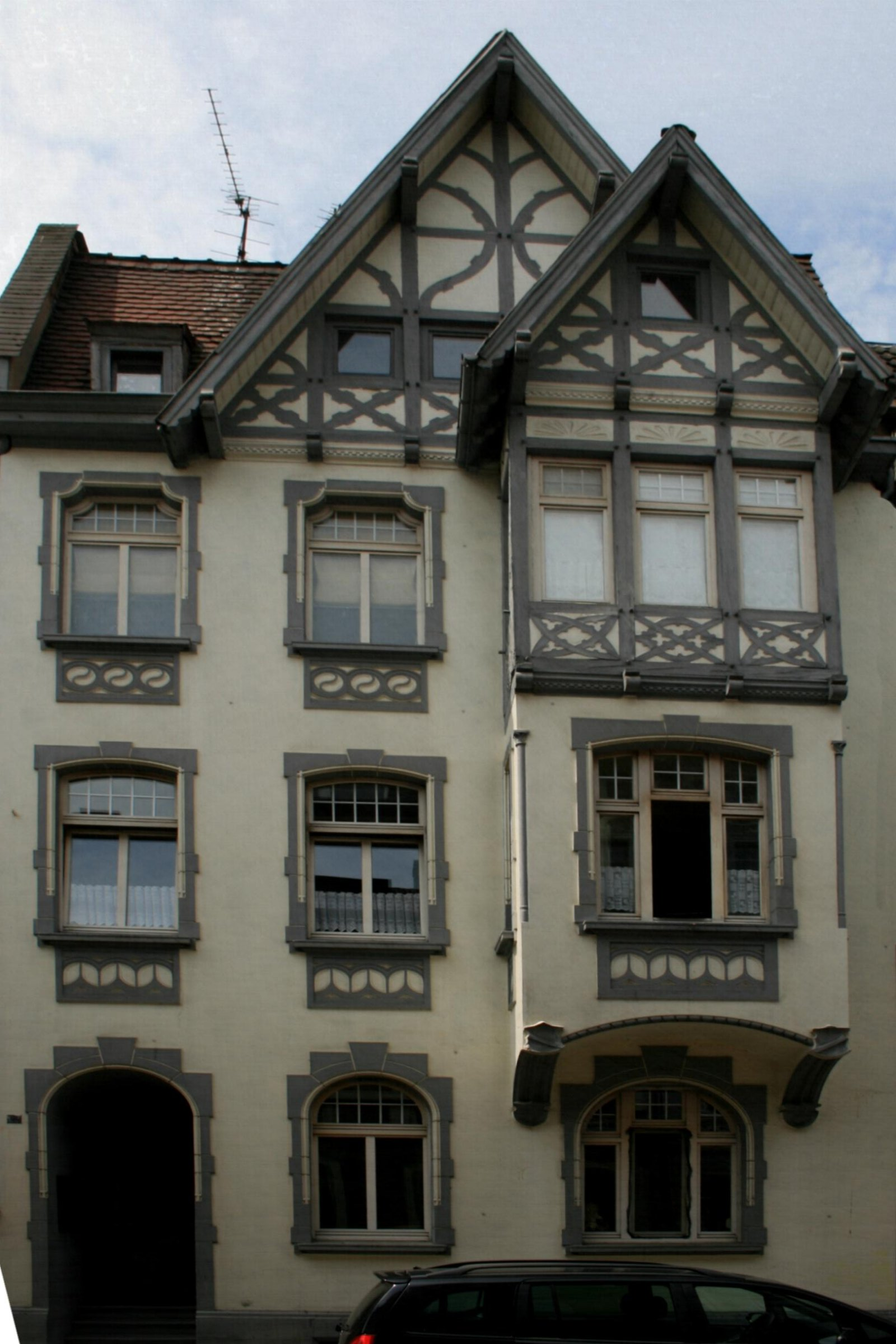
Wohnhaus (2010)

Das Wohnhaus Bylandtstraße 22 steht im Stadtteil Rheydt in Mönchengladbach (Nordrhein-Westfalen).
Das Haus wurde Anfang des 20. Jahrhunderts erbaut. Es ist unter Nr. B 010 am 4. Dezember 1984 in die Denkmalliste der Stadt Mönchengladbach eingetragen worden.

## Architektur
Das Haus Bylandstraße Nr. 22 ist ein dreigeschossiges Drei-Fenster-Haus mit ausgebautem Mansarddachgeschoss als Mehrfamilienhaus. Baujahr ist Anfang des 20. Jahrhunderts in den Formen einer romantisierenden Jugendstilnachfolge. Die Hauptfassade wurde glatt verputzt und entwickelt im Mansarddachbereich einen mittleren Ziergiebel mit Fachwerkkonstruktion in schmückenden ornamentalen Gliederungen. Linksseitig in der Fassade ist über dem Kellergeschosssockel die original erhaltene Hauseingangstür angeordnet. Rechtsseitig im ersten Obergeschoss erfolgt eine Betonung der Fassade durch den vorspringenden zweigeschossigen Erker mit Spitzengiebel und Satteldach. Beide Giebel, der des Erkers und der des Hauptgiebels, sind in der gleichen Fachwerkzierkonstruktion. Das Hauptgesims ist ein einfaches Kastengesims mit Profilierungen. Darüber die Mansarddachfläche in einer originalen Biberschwanzdeckung; linksseitig eine kleine Dachgaube.